# Belegering van Fort Zeelandia, Taiwan

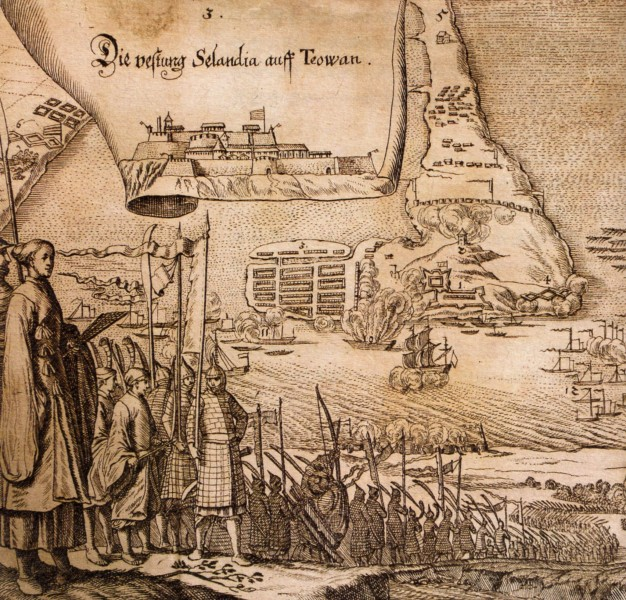
Fort Zeelandia, op een zandbank naast Nederlands-Formosa.

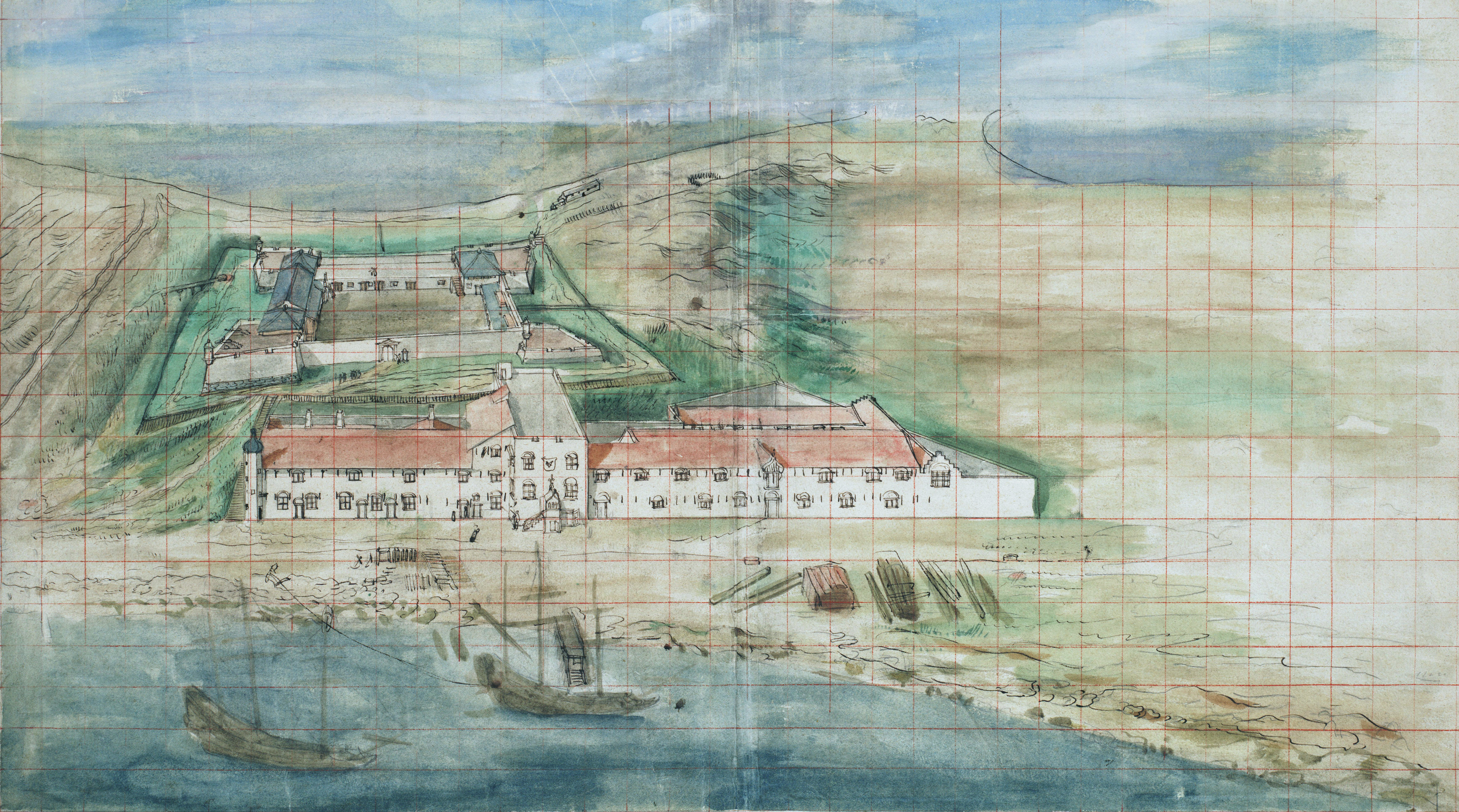
Fort Zeelandia rond 1635

De Belegering van Fort Zeelandia vond plaats vanaf april 1661. Op 10 februari 1662 droeg gouverneur Frederick Coyett Fort Zeelandia na een beleg van negen maanden over aan de Chinese bevelhebber Koxinga. Daarmee kwam een eind aan de 37 jaar durende aanwezigheid van de Vereenigde Oostindische Compagnie (VOC) op Formosa.

## Voorgeschiedenis
Rond 1650 was Nederlands-Formosa uitgegroeid tot een bloeiende VOC-handelspost. Vanwege de burgeroorlog in China waren er steeds meer Chinezen naar Formosa gekomen. Ze werden door de VOC ingezet, maar ook uitgebuit. De helft van de inkomsten van de VOC op het eiland zou hebben bestaan uit belastingen en dergelijke. Op 8 september 1652 ondernamen Chinese boeren een aanval op de buitenpost Provintia die onder de voet werd gelopen. Met grof geweld werden de opstandelingen op 12 september weer verdreven, er kwamen zo'n 4.000 Chinezen bij om het leven. Bij het dorp Sakam werd nu het Fort Provintia gebouwd; niet alleen om de Chinese boeren beter in de gaten te kunnen houden, maar ook omdat de haven bij het Fort Zeelandia verzandde en de dreiging van Koxinga vanaf het vasteland alsmaar groter werd.
Op 25 juli 1652 was uit China de pater-jezuïet Matino Martini in Batavia gearriveerd. Hij meende dat, na de val van de Ming-dynastie, het niet lang meer zou duren voordat het gehele Chinese grondgebied aan de nieuwe heersers onderworpen was. Daarom was het volgens hem verstandig om een pact te sluiten met de Mantsjoes. Dan kon men gaan onderhandelen met het hof in Peking over hervatting van de zijde- en porseleinhandel die als gevolg van de burgeroorlog stil was komen te liggen. Dat leek de nieuwe gouverneur-generaal Joan Maetsuycker een goed plan. In 1655 vertrokken twee Hollandse gezanten, Pieter de Goyer en Jacob Keyzer naar Kanton. Na een vier maanden durende tocht langs rivieren en het Keizerskanaal arriveerden zij in de noordelijke hoofdstad. Zij vroegen de Chinezen aan de VOC vrije handel toe te staan, maar moesten zonder succes te boeken weer naar huis terugkeren. Deze missie riep evenwel de ergernis van Koxinga op, die in de zuidelijke hoofdstad Nanking zetelde. Hij verbood de Chinezen in Fujian te handelen met de Nederlanders op Taiwan. In 1657 wist de gouverneur van Nederlands-Formosa het voor elkaar te krijgen dat het embargo op de porselein- en zijdehandel werd ingetrokken.
In 1658 en 1659 kwam er een grote stroom van zo'n 25.000 vluchtelingen van het vasteland naar Formosa, als gevolg van de burgeroorlog in Fukien. Coyett had de VOC al herhaalde malen gewaarschuwd dat Tsjeng Tsjeng-kung alias Koxinga, de leider van de Ming-partij in Zuid-China, zich klaar maakte om te vluchten, en dat zijn doel dan waarschijnlijk Manilla of Formosa zou zijn.
Vanuit Batavia werd de vechtjas Jan van der Laan met 12 schepen en 1.500 man uitgestuurd om Formosa hulp te bieden. Hij had echter eerst de opdracht om het Portugese Macau aan te vallen. Die aanval ging niet door wegens stormachtig weer. Toen hij vervolgens op Formosa aankwam, was Coxinga nergens te bekennen. Coyett weigerde de vloot terug te sturen naar Macau, waardoor de aanval daar definitief werd afgelast.
Toen Van der Laan in 1661 terugkeerde in Batavia, bagatelliseerde hij de situatie op Formosa en beweerde dat Coyett zich baseerde op valse of afgedwongen verklaringen; Coyett zou de compagnie nodeloos op kosten jagen. De Hoge Regering in Batavia was al langer die mening toegedaan en stuurde Hermanus Clenck naar Formosa om Coyett af te lossen.

## De invasie en blokkade

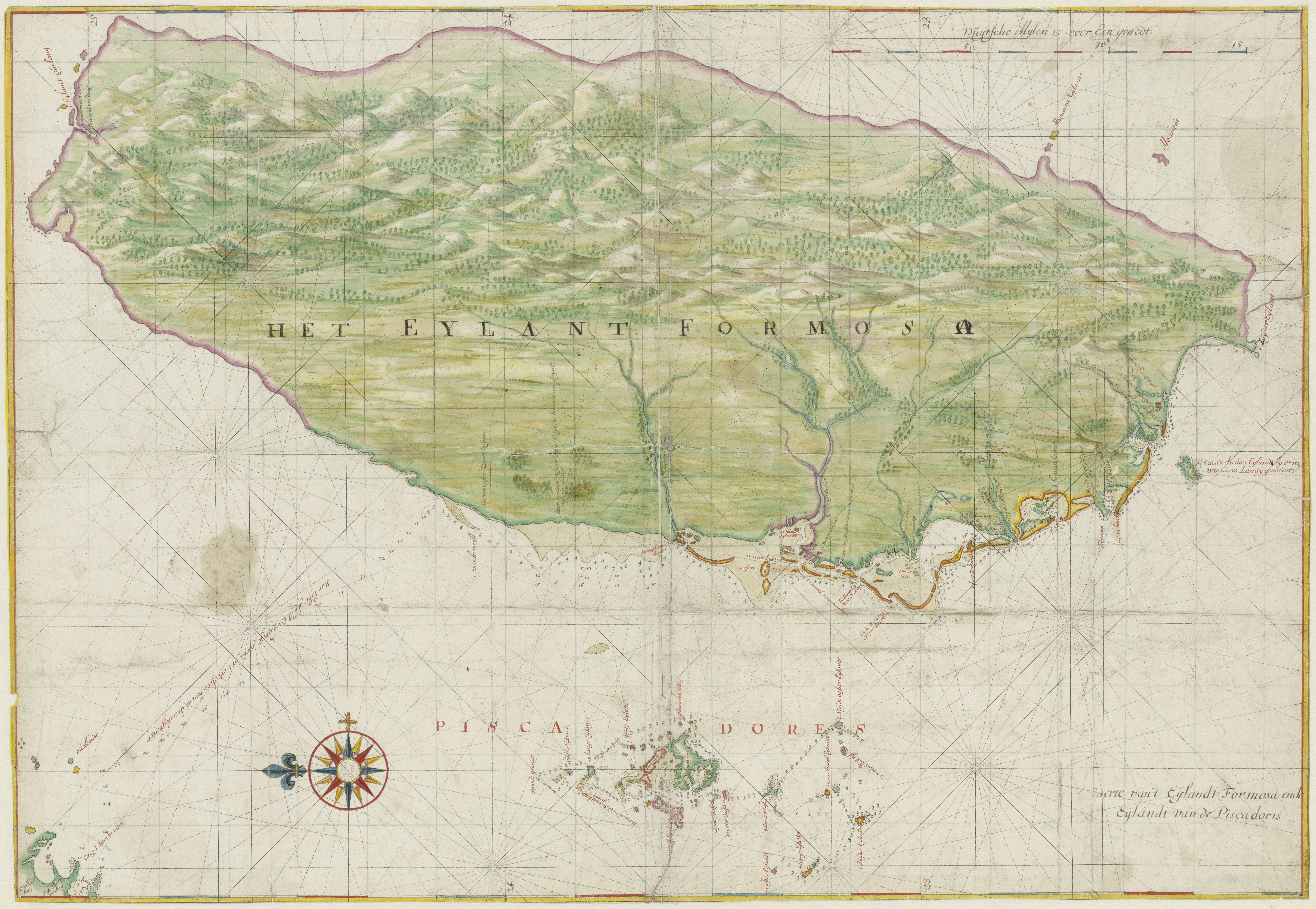
Het eiland Formosa rond 1640 getekend door Johannes Vingboons

Toen Koxinga het op het vasteland niet langer kon bolwerken, week hij uit naar het eiland Formosa. Eind maart 1661 stak hij met drie Chinese vloten, bestaande uit naar schatting 300 à 400 tot 1.000 jonken de Gele Zee over en positioneerde zich strategisch voor de westkust van het eiland. Daar was een moeilijk te verdedigen lange kustlijn met goede landingsplaatsen. Op 30 april verscheen hij voor Fort Zeelandia. Dit fort lag niet op Formosa, maar op een zandbank, vlak ervoor.
Zestig jonken voerden een aanval uit op de vier Hollandse schepen, twee grotere en twee kleinere. De bemanning van de Kortenhoef wist zich zwemmend te redden. Het schip Hector vloog de lucht in doordat de kruitkamer vlam vatte na een eigen kanonschot en de 's-Graveland vluchtte naar Dejima. Ook het kleine jacht Maria wist te ontkomen en tegen de zuidwestmoesson in langs de Filipijnse kust naar Batavia te varen om alarm te slaan.
Intussen was een macht van 25.000 man aan land gegaan en op 4 mei gaf het kleinere fort Provintia, op het vasteland tegenover Fort Zeelandia, zich over omdat de watervoorraad dreigde op te raken. Zo'n 440 manschappen waren bij de aanvallen op dit fort om het leven gekomen. Coyett stuurde twee boodschappers die van de aanvallers te horen kregen dat de Nederlanders het eiland moesten ontruimen en Fort Zeelandia overgeven, maar de gouverneur en zijn raad besloten door te vechten.
De troepen van Koxinga, waaronder een aantal zwarte slaven die eigendom waren geweest van de VOC, marcheerden over het hele eiland en veroverden met gemak een aantal buitenvestigingen. De stad Anping werd ontruimd en de huizen in brand gestoken toen het Fort Zeelandia begin mei werd omsingeld door de Chinezen die overgingen tot een beleg.
Fort Zeelandia had een bezetting van 1.140 man en een niet erg grote munitie-, graan- en watervoorraad. Een aantal Nederlanders was op het eiland in gijzeling genomen door de Chinezen en de gegijzelde dominee Antonius Hambroeck kreeg de lastige opdracht namens hen te onderhandelen met Coyett over overgave. Toen deze missie geen resultaat opleverde, begonnen de Chinezen eind mei een bombardement op het fort. De gegijzelde Nederlanders werden omgebracht. Hierbij werd niemand, predikanten noch beambten of schoolmeesters ontzien. Eind juli trachtten de ingesloten Nederlanders de belegering te doorbreken en wisten daarbij een kanon onklaar te maken.
In juni was de nieuwe gouverneur Clenck voor Formosa vanuit Batavia uitgezeild met twee schepen. Bij aankomst werd hij gewaar dat Fort Zeelandia door de Chinezen was omsingeld. Hij verkoos niet aan land te gaan en zond een ondergeschikte naar de wal met de ontslagbrief voor Coyett.
Inmiddels had de Maria Batavia bereikt en aan de Raad van Indië het bericht gebracht dat Formosa door Koxinga bezet was. Joan Maetsuycker, de gouverneur-generaal, stuurde een hulpvloot onder bevel van Jacob Cauw, die het bericht meenam dat Coyetts ontslag ongedaan was gemaakt.
In augustus kwamen tien Hollandse schepen met 700 man bij Fort Zeelandia aan. Ongelukkigerwijs stak er een tyfoon op. Een schip, de Urk, raakte in handen van de Chinezen, die vervolgens door de bemanning geïnformeerd werden over de aanvalsplannen. De Koudekerken raakte aan de grond en werd in brand geschoten. Drie schepen gingen verloren en de bemanningsleden werden door de Chinezen omgebracht.
In oktober stuurde Coyet de koopman David Harthouwer met drie schepen naar het noorden van Formosa om de mensen in twee daar gelegen fortjes te redden. Door storm raakte hij op de Chinese kust, waarop de boekhouder Jacob Clewerck en de assistent koopman Melchior Hurt een gezantschap ondernamen naar de Mantsjoe onderkoning in Fuzhou, Geng Jimao. Zij slaagden erin een bondgenootschap te sluiten tegen Koxinga. Hoewel dat te laat kwam voor Fort Zeelandia zou een jaar later op dit contact voortgebouwd worden door Balthasar Bort.

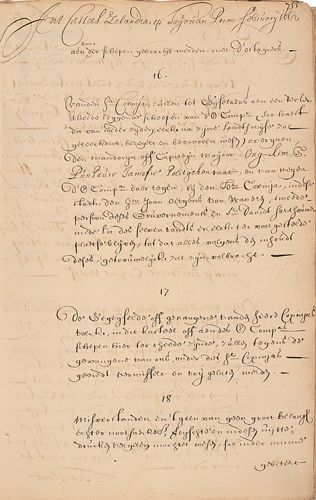
Het verdrag tussen Koxinga en Coyett waarin een vrije aftocht werd geregeld

Een van de zwakke verdedigingspunten van Fort Zeelandia was dat het beneden aan een heuvel lag. Vanaf de top, waar de redoute Utrecht lag, kon het fort gemakkelijk gebombardeerd worden. Het was uiteindelijk een sergeant-majoor, Radis, die na gedeserteerd te zijn Coxinga daarover inlichtte. De Chinezen richtte zich daarop volledig op de redoute die volledig aan gruzelementen werd geschoten. Met 28 kanonnen wisten ze een bres te schieten in de muur van Fort Zeelandia. Binnen de muren stierf het volk inmiddels in groten getale aan waterzucht, buikloop en scheurbuik. De kerk en de pakhuizen lagen vol zieken en gewonden. Vanwege een gebrek aan voedsel en goed drinkwater gaf Coyett zich een week na de val van Utrecht op 10 februari 1662 over.
Saillant detail is dat Koxinga de belegerden ongehinderd liet vertrekken, nadat beide partijen op schrift hadden gesteld dat alle vijandelijkheden zouden worden vergeten. Als eerbetoon werd het de VOC-manschappen toegestaan met vliegende vaandels, slaande trom, brandende lonten en geladen geweren onder het commando van hun gouverneur naar de schepen marcheren. Ze mochten zelfs archiefstukken, persoonlijke eigendommen en spaargeld meenemen. Het zakelijke eigendom van de compagnie, zoals goud, bloedkoraal, barnsteen, muntgeld en koopmanschappen met een totale waarde van ƒ 471.500 ging verloren. Twintig man bleven als gijzelaar achter en werden pas in 1684 vrijgelaten.

## Coyett veroordeeld
Vanwege het verlies van Taiwan en 1.600 man werd Coyett bij aankomst in Batavia beschuldigd van landverraad en opgesloten. Vooral het verlies van zoveel waardevolle compagniesvoorraden werd hem zeer kwalijk genomen. Hij werd na drie jaar gevangenschap berecht. Coyett werd van hoogverraad beschuldigd en op 11 juni 1665 ter dood veroordeeld. Op het schavot zwaaide de beul het zwaard echter uitsluitend symbolisch boven zijn hoofd. Coyett kreeg vervolgens te horen dat hij voor de rest van zijn leven werd verbannen naar een van de Banda-eilanden.
In 1674 werd hij op verzoek van zijn kinderen en vrienden en op voorspraak van stadhouder Willem III vrijgelaten. Hij moest echter zweren nooit de Republiek te zullen verlaten en zijn mond te houden. Waarschijnlijk was hij het die in 1675 onder het pseudoniem C.E.S. " 't Verwaerloosde Formosa, of Waerachtig verhael, hoedanigh door verwaerloosinge der Nederlanders in Oost-Indien, het eylant Formosa, van den Chinesen Mandorijn, ende zeeroover Coxinja, overrompelt, vermeestert, ende ontweldight is geworden" publiceerde. In dit boek wordt de VOC beschuldigd van onwetendheid en nalatigheid omdat zij onvoldoende hulp had gestuurd toen Fort Zeelandia werd belegerd. Aan de uitlevering van Formosa aan de Chinezen was volgens het geschrift vooral een drietal tegenstanders van Coyett schuldig, waaronder Van der Laan.